# Бардвелл (Техас)
Бардвелл (англ. Bardwell) — місто (англ. city) в США, в окрузі Елліс штату Техас. Населення — 625 осіб (2020).

## Географія
Бардвелл розташований за координатами 32°16′1″ пн. ш. 96°41′44″ зх. д. / 32.26694° пн. ш. 96.69556° зх. д. (32.267076, -96.695539).  За даними Бюро перепису населення США в 2010 році місто мало площу 0,79 км², уся площа — суходіл.

## Демографія
Згідно з переписом 2010 року, у місті мешкало 649 осіб у 191 домогосподарстві у складі 155 родин. Густота населення становила 822 особи/км².  Було 206 помешкань (261/км²).
Расовий склад населення:
| - 56,9 % — білих - 15,4 % — чорних або афроамериканців - 0,9 % — корінних американців - 24,2 % — осіб інших рас |

До двох чи більше рас належало 2,6 %. Частка іспаномовних становила 53,2 % від усіх жителів.
За віковим діапазоном населення розподілялося таким чином: 33,0 % — особи молодші 18 років, 57,3 % — особи у віці 18—64 років, 9,7 % — особи у віці 65 років та старші. Медіана віку мешканця становила 29,5 року. На 100 осіб жіночої статі у місті припадало 99,7 чоловіків;  на 100 жінок у віці від 18 років та старших — 98,6 чоловіків також старших 18 років.
Середній дохід на одне домашнє господарство  становив 38 654 долари США (медіана — 32 167), а середній дохід на одну сім'ю — 40 742 долари (медіана — 33 958). За межею бідності перебувало 19,6 % осіб, у тому числі 12,9 % дітей у віці до 18 років та 38,1 % осіб у віці 65 років та старших.
Цивільне працевлаштоване населення становило 221 особа. Основні галузі зайнятості: виробництво — 23,1 %, мистецтво, розваги та відпочинок — 15,4 %, освіта, охорона здоров'я та соціальна допомога — 12,2 %, транспорт — 11,3 %.